# Raphael Kazembe
Raphael Kazembe (nascido em 24 de março de 1947) é um ex-ciclista malauiano que representou seu país nos Jogos Olímpicos de Verão de 1972 no individual.